# Lars Landgren

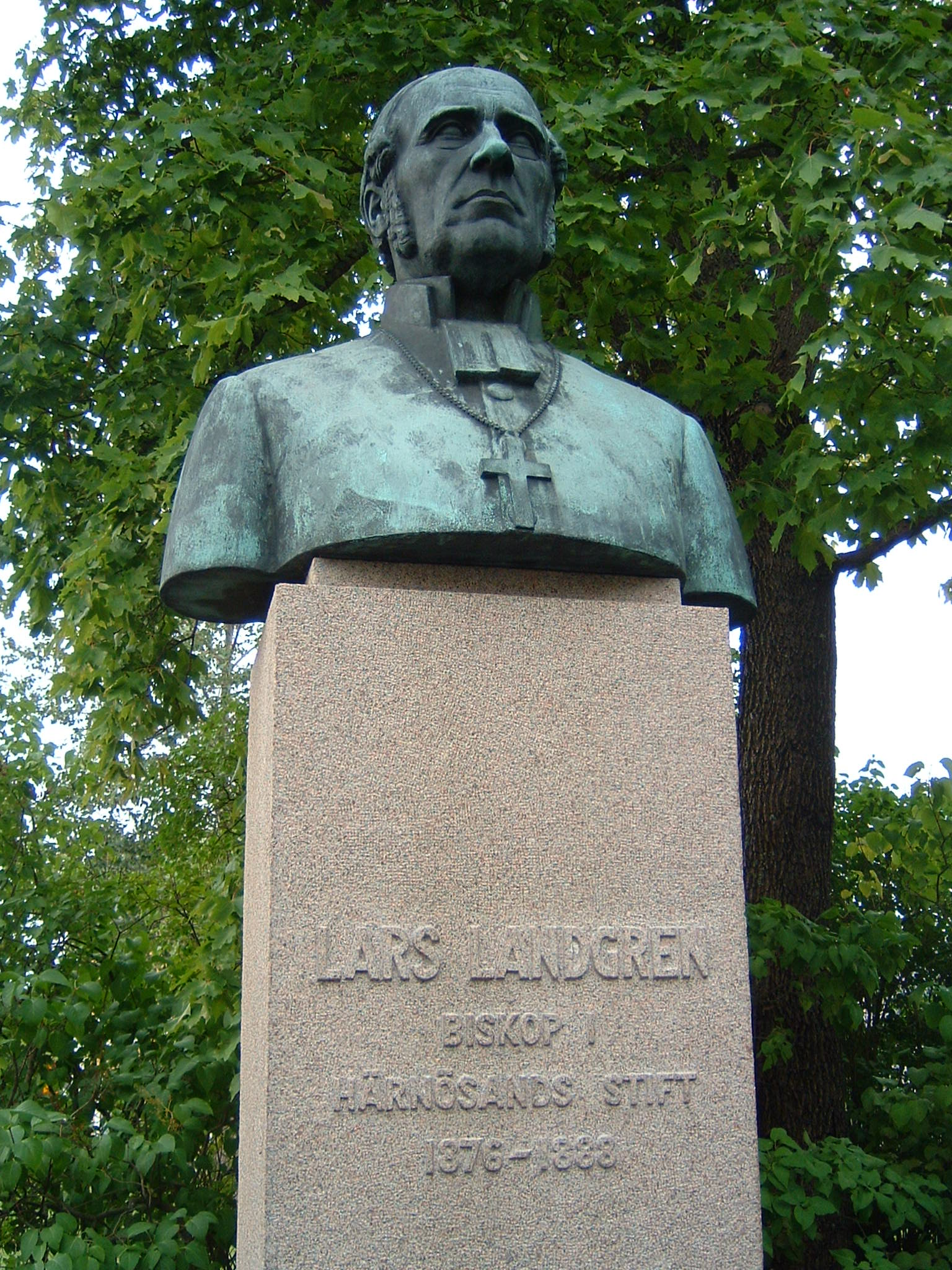
Lars Landgren som byst vid domkyrkan i Härnösand.

Lars Landgren, född 14 april 1810 i Gundbo by, Östervåla socken, Västmanlands län, död 30 mars 1888 i Härnösand, var en svensk biskop och teologisk författare. 

## Biografi
Landgren blev 1827 student vid Uppsala universitet och 1833 filosofie magister. Han utnämndes 1835 till apologist vid Uppsala katedralskola, tog 1838 teologie kandidatexamen och förordnades 1839 till rektor vid skolan i Hudiksvall. År 1842 blev Landgren kyrkoherde i Delsbo pastorat i Uppsala stift, 1845 kontraktsprost, 1860 teologie doktor och 1876 biskop i Härnösands stift. Landgren var ledamot av prästståndet vid riksdagarna 1856-1858 och 1862-1863, tillhörde 1867-1868 riksdagens första kammare och bevistade kyrkomötena 1868 (som ombud för Uppsala stift) samt 1878 och 1883 (som självskriven ledamot). Han blev hedersledamot av Kungliga Vitterhets Historie och Antikvitets Akademien 1878 samt var ledamot av Kungliga vetenskapsakademien 1884 och Det Kongelige Nordiske Oldskriftselskab i Köpenhamn. Han var en mycket flitig skriftställare. 
Bland Landgrens teologiska arbeten kan nämnas Grunddragen till läran om dopet (1855; 2:a upplagan 1859), Grunddragen till läran om kyrkan (1856; 2:a upplagan 1874), Grunddragen till läran om helgelsen (1861), Grunddragen till läran om Gud (1865) och Grunddragen till läran om rättfärdiggörelsen (1869). Åt missionen ägnade han ett stort verk, Översikt av de protestantiska missionernas uppkomst och närvarande tillstånd (4 band, 1871-72). Strödda predikningar och tal utgavs 1888-1889 i 2 delar efter hans död. En hel del småskrifter och biskopliga uttalanden i skrift ägnade han åt sektväsendet, folkundervisningen, sociala och sedliga förhållanden. De viktigaste av dithörande smärre alster rörande folkuppfostran är hans avhandling Brännvinskriget (i "Läsning för hemmet" 1874), Midsommardagen i Gammelsträng eller Allmogen och folkskolan (1870), Folkskolan och kristendomen samma år. 
Dit kan även räknas hans dialog på delsbomålet i slutet av Uppränning till en grammatik för Delsbomålet (1882; 2:a upplagan 1870), jämte det 1859 av honom grundade Hälsinglands fornminnessällskap den förnämsta frukten av hans oförtrutna intresse för fornsed och fornminnen. Genom att ställa lokaler i Säbrå biskopsgård till förfogande fick han landstinget att grunda ett småskoleseminarium 1877. På Landgrens initiativ bildades 1880 "Västernorrlands läns museisällskap", som i dag har blivit Västernorrlands museum. Landgrens mäktiga och kantiga personlighet satte djupa märken varhelst han verkade. Ingen svensk kyrkoman under 1800-talet visade som Landgren, hur själavården inte kan isolera sig, utan, om den fattar sin uppgift tillräckligt konkret och grundligt, kommer i beröring med alla områden av folklivet och bildningen.

## Familj
Landgren var gift två gånger. Först den 5 juni 1842 i Njutånger, Gävl, med Mathilda Augusta Ferner, född 14 maj 1817 i Njutånger och död 15 december 1861 i Delsbo, Gävleborgs län, dotter till inspektören Johan Ferner och Wilhelmina Christina Ehrengren. Tillsammans med henne fick han tre barn, som han förlorade liksom hustrun. Efter deras död ingick han äktenskap den 16 januari 1865 i Delsbo med Clara Maria Martinsson, född 5 juni 1828 i Katarina församling i Stockholm och död den 11 januari 1922 i Härnösand, dotter till bokhållaren Mårten Martinsson och Maria Christina Bielefeldt.

## Övrigt
En högstadieskola är uppkallad efter honom i Härnösand, Landgrenskolan. Den svenska långfilmen Lång-Lasse i Delsbo från 1949, och med Sten Lindgren i titelrollen, skildrar hans liv och gärning.